# Csobánka (keresztnév)
A Csobánka női név a Csobán férfinévnek női névként való felújítása, talán az azonos nevű településnév hatására, de maga a szó a szerb és a horvát nyelvben pásztorlányt jelent.

## Gyakorisága
Az újszülötteknek adott nevek körében az 1990-es években szórványos volt. A 2000-es és a 2010-es években sem szerepelt a 100 leggyakrabban adott női név között.
A teljes népességre vonatkozóan a Csobánka sem a 2000-es, sem a 2010-es években nem szerepelt a 100 leggyakrabban viselt női név között.

## Névnapok
augusztus 6.